# Pendleton County (Kentucky)
Pendleton County ist ein County im Bundesstaat Kentucky der Vereinigten Staaten. Das U.S. Census Bureau hat bei der Volkszählung 2020 eine Einwohnerzahl von 14.644 ermittelt.
Der Verwaltungssitz (County Seat) ist Falmouth. Das County ist Teil der Metropolregion Cincinnati.

## Geographie
Das County liegt im Norden von Kentucky, grenzt mit seiner nordöstlichen Spitze an den Bundesstaat Ohio, getrennt durch den Ohio River und hat eine Fläche von 730 Quadratkilometern, wovon drei Quadratkilometer Wasserfläche sind. Es grenzt im Uhrzeigersinn an folgende Countys: Kenton County, Campbell County, Bracken County, Harrison County und Grant County.

## Geschichte
Pendleton County wurde am 4. Dezember 1798 aus Teilen des Bracken County und des Campbell County gebildet. Benannt wurde es nach Edmund Pendleton, einem Richter und Gouverneur von Virginia.
20 Bauwerke und Stätten des Countys sind im National Register of Historic Places eingetragen (Stand 19. Oktober 2017).

## Demografische Daten

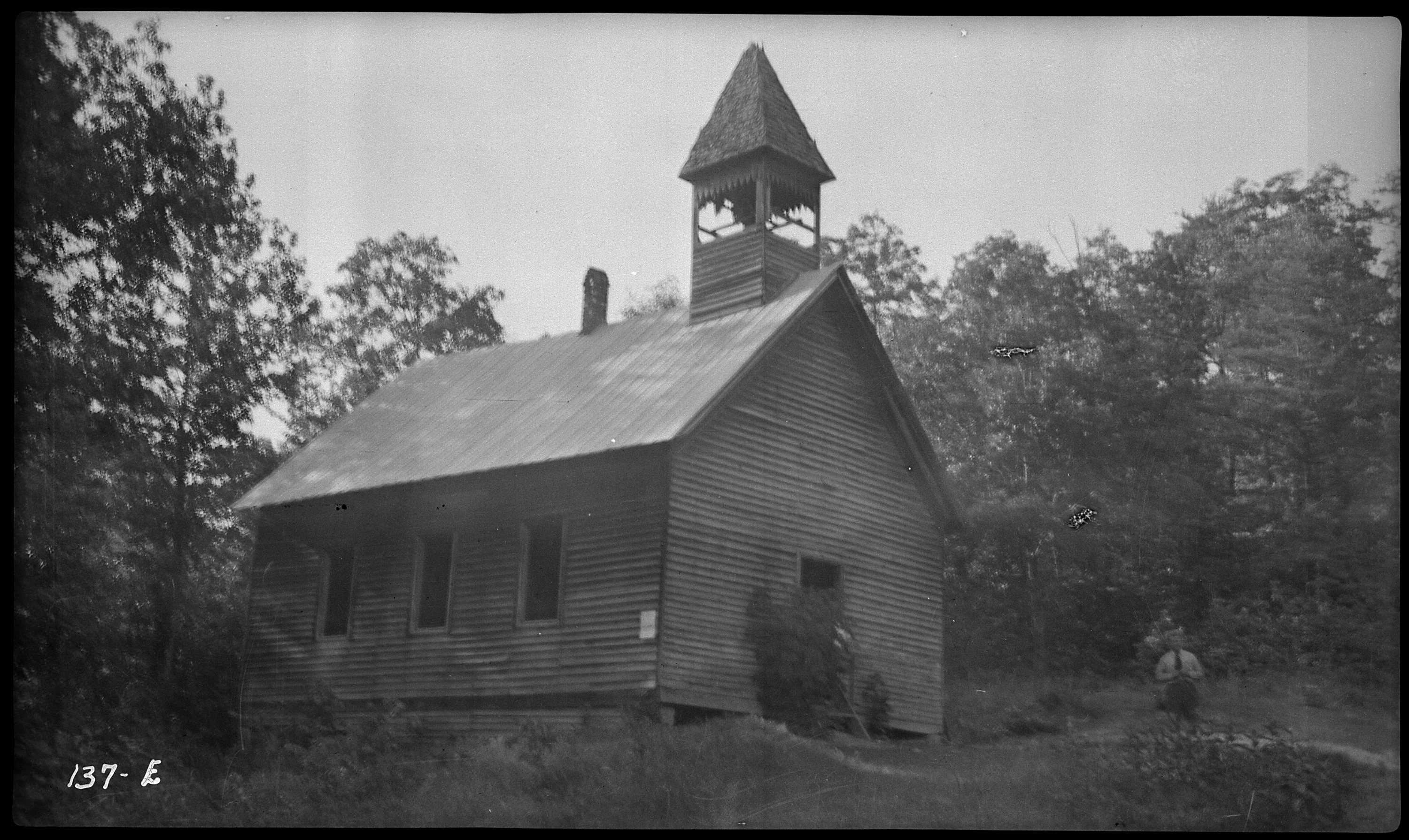
Die ehemalige Oholoma School (1936)

Nach der Volkszählung im Jahr 2000 lebten im Pendleton County 14.390 Menschen in 5.170 Haushalten und 3.970 Familien. Die Bevölkerungsdichte betrug 20 Einwohner pro Quadratkilometer. Ethnisch betrachtet setzte sich die Bevölkerung zusammen aus 98,39 Prozent Weißen, 0,49 Prozent Afroamerikanern, 0,19 Prozent amerikanischen Ureinwohnern, 0,11 Prozent Asiaten, 0,01 Prozent Bewohnern aus dem pazifischen Inselraum und 0,35 Prozent aus anderen ethnischen Gruppen; 0,44 Prozent stammten von zwei oder mehr Ethnien ab. 0,67 Prozent der Bevölkerung waren spanischer oder lateinamerikanischer Abstammung.
Von den 5.170 Haushalten hatten 39,0 Prozent Kinder und Jugendliche unter 18 Jahre, die bei ihnen lebten. 62,8 Prozent waren verheiratete, zusammenlebende Paare, 9,6 Prozent waren allein erziehende Mütter, 23,2 Prozent waren keine Familien, 20,1 Prozent waren Singlehaushalte und in 8,3 Prozent lebten Menschen im Alter von 65 Jahren oder darüber. Die Durchschnittshaushaltsgröße betrug 2,75 und die durchschnittliche Familiengröße lag bei 3,14 Personen.
Auf das gesamte County bezogen setzte sich die Bevölkerung zusammen aus 28,4 Prozent Einwohnern unter 18 Jahren, 8,5 Prozent zwischen 18 und 24 Jahren, 31,2 Prozent zwischen 25 und 44 Jahren, 21,5 Prozent zwischen 45 und 64 Jahren und 10,4 Prozent waren 65 Jahre alt oder darüber. Das Durchschnittsalter betrug 34 Jahre. Auf 100 weibliche Personen kamen 100,3 männliche Personen. Auf 100 Frauen im Alter von 18 Jahren alt oder darüber kamen statistisch 97,9 Männer.
Das jährliche Durchschnittseinkommen eines Haushalts betrug 38.125 USD, das Durchschnittseinkommen der Familien betrug 42.589 USD. Männer hatten ein Durchschnittseinkommen von 31.885 USD, Frauen 23.234 USD. Das Prokopfeinkommen betrug 16.551 USD. 9,8 Prozent der Familien und 11,4 Prozent der Bevölkerung lebten unterhalb der Armutsgrenze. Davon waren 14,8 Prozent Kinder oder Jugendliche unter 18 Jahre und 11,6 Prozent waren Menschen über 65 Jahre.

## Orte im County
- Bachelors Rest
- Boston
- Browning Corner
- Butler
- Caddo
- Caldwell
- Carntown
- Catawba
- Concord
- DeMossville
- Doughton
- Durbintown
- Falmouth
- Four Oaks
- Gardnersville
- Goforth
- Greenwood
- Hayes
- Ivor
- Knoxville
- Lenoxburg
- Locust Grove
- Marcus
- McKinneysburg
- Menzie
- Meridian
- Morgan
- Mount Auburn
- Peach Grove
- Portland